# Ретивцево (Ярославская область)
Ретивцево  — деревня в Любимском районе Ярославской области России.
С точки зрения административно-территориального устройства входит в состав Воскресенского сельского округа. С точки зрения муниципального устройства входит в состав Воскресенского сельского поселения.
На 01.01.1989, 01.01.2010 постоянное население не зафиксировано. Фактически урочище.

## География
Находится в пределах центральной части Московской синеклизы Восточно-Европейской (Русской) платформы при автодороге 78Н-0315.

### Климат
Климат характеризуется как умеренно-континентального климата с умеренно-теплым влажным летом, умеренно-холодной зимой и ярко выраженными сезонами весны и осени. Среднегодовая температура — +3,2°С. Средняя температура самого тёплого месяца (июля) — +18,2°С; самого холодного месяца (января) — −11,7°С. Абсолютный максимум температуры — +34°С; абсолютный минимум температуры — −35°С.

## Население
| 2007 | 2010 |
| ---- | ---- |
| 1    | ↘0   |

## Транспорт
Доступна деревня по автодороге 78 ОП МЗ Н-0315 «Вахромейка-Воскресенское-Слободка с подъездом к дер. Романцево» (Постановление Правительства Ярославской области от 12 марта 2008 г. N 83-п «Об утверждении перечней автомобильных дорог»).